# Finkenberg (Kolonia)
Finkenberg, Köln-Finkenberg – dzielnica miasta Kolonia w Niemczech, w okręgu administracyjnym Porz, w kraju związkowym Nadrenia Północna-Westfalia, na prawym brzegu Renu.